# Rõude
Koordinaten: 58° 46′ N, 23° 55′ O
Rõude (deutsch Ruhde) ist ein Dorf (estnisch küla) in der Landgemeinde Lääne-Nigula (bis 2017: Landgemeinde Martna) im Kreis Lääne in Estland.

## Einwohnerschaft und Lage
Der Ort hat 75 Einwohner (Stand 31. Dezember 2011). Er liegt am Fluss Kasari (Kasari jõgi).
Der Ort und seine beiden Güter wurden erstmals 1519 unter den Namen Ruden maior und Ruden minor urkundlich erwähnt.

## Väike-Rõude
Das Gut von Klein-Ruhde (Väike-Rõude) entstand im 16. Jahrhundert. Letzter Eigentümer vor der Enteignung im Zuge der estnischen Landreform 1919 war der deutschbaltische Adlige Harry von Maydell.
In den 1960er Jahren wurden die Gebäude aufgegeben. Von dem zweigeschossigen Herrenhaus im Stil des Frühklassizismus stehen seit den 1970er Jahren nur noch Ruinen.
In dem Ort fanden die Dreharbeiten zu dem Spielfilm Jõulud Vigalas („Weihnachten in Vigala“) statt. Er behandelt Geschehnisse um die russische Revolution von 1905. Regisseur des Spielfilms aus dem Jahr 1980 war Mark Soosaar (* 1946).

## Suure-Rõude
Das eingeschossige Hauptgebäude des Guts von Groß-Ruhde (Suure-Rõude) entstand im 18. Jahrhundert aus Holz. Das Haus mit seinem hohen Dach ist heute ein privates Wohngebäude. Es ist in einen Park im englischen Stil eingebettet.